# Diego Lázaro
Diego Lázaro (San Bernabé Capula, Natívitas, Tlaxcala; siglo XVII) fue —de acuerdo a la tradición católica mexicana—, un indígena tlaxcalteca originario del sureste de este estado, el cual, fue elegido en 1631 por el arcángel San Miguel para ser portavoz de sus mensajes a la sociedad novohispana de su época, así como fundar un templo en el lugar en donde también, —de acuerdo a la misma tradición— brotó un manantial de agua curativa en una serie de apariciones a este indígena que solo él pudo percibir y describir, existiendo a la fecha en el lugar de las apariciones el santuario de San Miguel del Milagro. La falta de documentos precisos en cuanto a la existencia de este personaje, lo convierten en una especie de leyenda junto a otros videntes católicos de su época como el también indígena tlaxcalteca Juan Diego, que encontró una imagen de la Virgen María dentro de un ocote fundado el Santuario de Ocotlán, o el muy reconocido y canonizado chichimeca Juan Diego Cuauhtlatoatzin, a quien también una vez más, —de acuerdo a la tradición— se apareció la Virgen de Guadalupe en el centro del país.